# Musicología
La musicología es el estudio científico o académico de todos los fenómenos relacionados con la música, como sus bases físicas, su historia y su relación con el ser humano y la sociedad. Sus orientaciones son muy diversas, hacen énfasis en diferentes áreas de trabajo, objetos de estudio y problemas de investigación. La musicología se ha definido y desarrollado de manera muy diferente según las diversas tradiciones nacionales. Por ejemplo, en la academia inglesa, la teoría de la música no pertenece a la musicología; ambas se enseñan en departamentos universitarios diferentes y poseen asociaciones y revistas específicas.[cita requerida]
La musicología abarca la historia de la música, la teoría de la música y la crítica musical. La tradición musicológica se funda al tiempo que soporta un intenso pasado que arranca eminentemente de Pitágoras, la filosofía clásica y la matemática antiguas. Modernamente, sobre todo a partir de fines del siglo XVIII y la filosofía empirista, en particular de la obra de Antonio Eximeno, la música abandona la doctrina físico-matemática para comenzar a instituir de manera definitiva un concepto expresivo, que es el que triunfará en la práctica musical y el pensamiento estético correspondiente en el siglo XIX, dando como fruto las músicas «nacionales».
La principal peculiaridad de la ciencia de la música, a diferencia de otras artes, o en mayor grado que estas, consiste en que su teoría técnica, en tanto que se ocupa de un lenguaje de forma autónoma constituido, establece un sólido organismo técnicamente propio al tiempo que una dificultad de transición conceptual, tanto intradisciplinaria como, sobre todo, exterior y crítica.

## Antecedentes
Las corrientes filosóficas del siglo XIX que condujeron al restablecimiento de la enseñanza formal de la musicología en las universidades alemanas y austriacas habían combinado métodos de sistematización con la evolución. Estos modelos se establecieron no sólo en el campo de la antropología física, sino también en el de la antropología cultural. En ello influyeron las ideas de Hegel sobre la ordenación de los «fenómenos» de lo simple a lo complejo, al igual que se clasifican las etapas de la evolución de primitivas a desarrolladas, y las etapas de la historia de antiguas a modernas. Los métodos comparativos se generalizaron en musicología a partir de 1880.

## Campos de la musicología

### Musicología en la historia
La historia de la música es un subcampo de la musicología que estudia cómo se ha desarrollado la música a lo largo del tiempo. Este campo también es llamado a veces musicología histórica. En teoría, la historia de la música puede referirse al estudio de la historia de cualquier tipo de género musical (por ejemplo la historia de la música india o la historia del rock). En la práctica, la historia de la música se halla directamente relacionada con el estudio de la música clásica europea.[cita requerida]
Las herramientas para abastecer la historia de la música incluyen el estudio de manuscritos, estudio de trabajos de compositores (a veces realizando crítica textual), estudio de las biografías de compositores y músicos, iconografía, estudio de la relación entre la palabra y la música o entre la música y la sociedad. El uso del análisis musical para conseguir estas metas es a menudo una parte de la historia de la música, aunque el análisis “puro” o el desarrollo de herramientas nuevas del análisis de la música es más probable que se incluya en el campo de la teoría de la música.[cita requerida]
En la mayor parte de Occidente, la historia de la música nos enseña generalmente que existe cronológicamente un equilibrio en el repertorio (a través de audiciones), el estudio y el análisis de estos trabajos, los detalles biográficos y culturales de la música y los músicos, y el escribir sobre música, habitualmente a través de la crítica musical.[cita requerida]

#### España
La musicología se inicia en España en el siglo de oro y, paradójicamente, alcanza en el exilio italiano del jesuita Antonio Eximeno su cumbre teórica ilustrada para Europa mediante Del origen y reglas de la música (Roma, 1774, en italiano; Madrid, 1796).
El estudio de la música sacra, por parte de monjes franceses cuyo objetivo era restaurar los cantos litúrgicos a partir de los documentos originales fue la semilla de la actividad musicológica en el país.[cita requerida]
Como resultado de esta actividad a nivel europeo, surge de la mano de cuatro profesores del Conservatorio de Madrid la intención de dar a conocer y proteger el patrimonio de la música española, no solamente en el ámbito religioso ya. Estos son Hilarión Eslava (Breve Memoria de la Música Religiosa en España, 1860), Baltasar Saldoni (Diccionario biográfico-bibliográfico de efemérides de músicos españoles I, 1860), Francisco Asenjo Barbieri (Cancionero Musical de Palacio, 1894) y José Inzenga (Cantos y Bailes Populares de España, 1874). Tras los esfuerzos de Barbieri, puede considerarse a Felipe Pedrell (1841-1922) padre de la musicología española moderna en pleno sentido. Con todo, el estudio de la música religiosa por parte de clérigos se mantuvo como base de la musicología española hasta las tres cuartas partes del siglo XX, si se toman en cuenta ciertas importantes figuras, así Higinio Anglés, que a su vez también se dedicó al estudio del repertorio popular, según ya trazaba el incipiente nacionalismo musical de Barbieri y asentó Pedrell.[cita requerida]
La mayoría de estos estudios no empezaron a considerarse musicología como tal hasta mediados del siglo XX. Efectivamente, las obras hasta la fecha se centraban o bien en el ámbito histórico de la música, dejando de lado los demás aspectos críticos que hoy en día se incluyen en la definición, o lo contrario, sin llegar a usar ambos. Calificados de “positivistas”, en un principio los estudios musicológicos se han centrado en la recopilación de datos, creación de esquemas cronológicos (como por ejemplo pueden ser las diversas recopilaciones, tratados, diccionarios, transcripciones, etc.), llegando incluso a dejar de lado aspectos básicos como son la teoría musical por ejemplo.[cita requerida]
Si bien la importancia de dichas obras no deja lugar a dudas, la tendencia hoy en día es de utilizarlas como herramientas, más que como objetivo, para aportar un análisis crítico, a la par que analítico y técnico de la obra (o el conjunto de obras) estudiadas.[cita requerida]
Inicialmente, la enseñanza de musicología se impartía únicamente en conservatorios. Tras la supresión de la cátedra en 1842 a la muerte de Manuel José Doyagüe (regente en la Universidad de Salamanca), no fue hasta 1985, bajo el impulso de Emilio Casares Rodicio y el Padre Samuel Rubio cuando regresó de forma definitiva a las aulas de universitarias. Se bifurcaron dos caminos: los musicólogos de universidad, supuestamente especializados en el punto de vista humanístico y los de conservatorio, supuestamente especializados en los aspectos práctico-teóricos de la propia música.[cita requerida]
En la actualidad, están ya superadas las rivalidades que pudieron existir entre ambas escuelas, como demuestra la composición de la junta directiva de la Sociedad Española de Musicología, cuyos miembros provienen de ambos ámbitos.[cita requerida]

#### Nueva musicología
La nueva musicología es un término que se aplica grosso modo para designar al estudio, análisis y crítica de la música desde nuevas perspectivas. Este estudio puede llevarse a cabo desde varios puntos de vista: el feminismo, las matemáticas, la informática, la acústica musical, el estudio de los géneros musicales, teorías desconocidas, el postcolonialismo, nuevas hipótesis o el estudio de Theodor Adorno, por ejemplo.[cita requerida]
Aunque la nueva musicología emergió dentro de la musicología histórica, el énfasis en el estudio cultural dentro de la tradición occidental de la música del arte coloca a la nueva musicología entre la investigación histórica y la etnomusicología. A partir de los años 1990, muchos de los estudios asociados a la nueva musicología han llegado a ser objeto de estudio de la musicología tradicional. Así, muchos musicólogos ya no hacen más distinciones entre musicología y nueva musicología.[cita requerida]
La última tendencia surgida en el mundo anglosajón es conocida como postmusicology o postmusicología, y se caracteriza por la utilización de recursos intertextuales para crear redes semióticas enfocadas a retener el conocimiento colectivo, separándolo de las líneas de pensamientos personales. El término aparece por primera vez en la revista Contemporary Music Review, en 2007.[cita requerida]

### Etnomusicología
La etnomusicología es un área académica que comprende varios enfoques del estudio de la música que enfatiza sus dimensiones culturales, sociales, materiales, cognitivas, biológicas y otros contextos, en lugar de o adicionalmente, como sonidos aislados o un repertorio particular. Se puede considerar como la antropología de la música.
El término surge a través del músico Jaap Kunst, del griego ἔθνος ethnos (nación) y μουσική mousike (música), comúnmente conocido como la antropología o la etnografía de la música. Jeff Todd Titon la ha llamado el estudio de las personas haciendo música. Aunque comúnmente se piensa que es el estudio de la música no perteneciente a occidente, la etnomusicología también abarca el estudio de la música de occidente desde una perspectiva antropológica o sociológica. Bruno Nettl considera que es producto del pensamiento de occidente, proclamando que la etnomusicología es la cultura de occidente, conocida actualmente como un fenómeno de occidente. Nettl cree que hay límites para la extracción del significado de la música de una cultura debido a la distancia perceptual de un observador de occidente con dicha cultura; sin embargo, el crecimiento de la prevalencia de académicos que estudian sus propias tradiciones musicales, y el creciente rango de diferentes marcos teóricos y metodologías de la investigación ha dado como resultado bastante crítica como la de Nettl.

### Estudios de música popular
Los estudios de música popular, conocidos, «engañosamente», como musicología popular, surgió en la década de 1980 cuando un número creciente de musicólogos, etnomusicólogos y otras variedades de historiadores de la cultura americana y europea empezaron a escribir sobre la música popular del pasado y del presente. La primera revista centrada en los estudios de la música popular fue Popular Music, que comenzó a publicarse en 1981. Ese mismo año se creó una sociedad académica dedicada exclusivamente al tema, la Asociación Internacional para el Estudio de la Música Popular. La fundación de la asociación estuvo motivada en parte por la agenda interdisciplinar de la musicología popular aunque el grupo se ha caracterizado por un enfoque polarizado 'musicológico' y 'sociológico' también típico de la musicología popular.

### Teoría de la música
La teoría de la música es un campo de estudio que describe los elementos de la música e incluye el desarrollo y el uso de los métodos para componer y analizar la música a través de la notación musical y, en ocasiones, del sonido musical en sí mismo. Generalmente la teoría puede incluir cualquier opinión, creencia o concepto sobre la música (Boretz, 1995).
Los estudiosos de la teoría de la música son teóricos musicales. Algunos de estos teóricos intentan explicar el uso de las técnicas de los compositores estableciendo sus reglas y patrones, otros investigan la audición o instrumentación de las obras. Así pues, este campo es muy amplio. Muchos teóricos creen que las composiciones, ejecuciones y audiciones pueden ser explicadas con mucho detalle. Generalmente estos trabajos son descriptivos y preceptivos, y tratan de investigar para poder prever el devenir de la música en el futuro.[cita requerida]
El musicólogo estudia la teoría para entender la estructura de las obras, mientras que el músico (compositor) la utiliza para estructurar sus propios trabajos. De un modo genérico, la teoría de la música se basa en la tradición occidental de composición, se centra en la armonía y en el contrapunto como pilares fundamentales, y usa estos para explicar la estructura de las obras a gran escala y la creación de la melodía.[cita requerida]

### Psicología musical
La Psicología de la música aplica el contenido y los métodos de la psicología para comprender cómo se crea, se percibe, se responde y se incorpora la música a la vida cotidiana de los individuos y las sociedades. Sus ramas principales incluyen la musicología cognitiva, que hace hincapié en el uso de modelos computacionales para las habilidades musicales y la cognición humanas, y la neurociencia cognitiva de la música, que estudia la forma en que la percepción y la producción musical se manifiestan en el cerebro utilizando las metodologías de la neurociencia cognitiva. Aunque algunos aspectos de este campo pueden ser muy teóricos, gran parte de la psicología musical moderna busca optimizar las prácticas y profesiones de la interpretación, composición, educación y terapia musical. 

## Preparación académica en musicología

### Argentina
- Universidad Nacional de las Artes - Carrera de Especialización en Musicología (Posgrado Universitario).
- Universidad Católica Argentina - Doctorado en Musicología (Posgrado Universitario).
- Conservatorio de Música Alberto Ginastera - Profesor de música orientación en Musicología.
- Universidad de Buenos Aires. Facultad de Filosofía y Letras - Licenciatura en Artes, especialidad Música.

### Chile
- Universidad de Chile - Licenciatura en Artes con mención en Teoría de la Música. Magíster en Artes con mención en Musicología.
- Pontificia Universidad Católica de Chile - Licenciatura en música con mención en Musicología.
- Universidad Alberto Hurtado - Magíster en Musicología Latinoamericana.

### Colombia
- Fundación Universitaria Juan N. Corpas - Pregrado en Música (con formación en Musicología)
- Universidad Nacional de Colombia - Maestría en Musicología (Posgrado Universitario).

### Cuba
- Universidad de La Habana - Maestría en Gestión del Patrimonio Histórico-Documental de la Música.
- Universidad de las Artes ISA - Licenciatura y Maestría en Música (Perfil: Musicología). Doctorado en Ciencias sobre Arte (Especialidad: Historia, teoría y crítica de la música).

### Ecuador
- Universidad Central del Ecuador - Licenciatura en Artes Musicales con itinerario en Musicología.

### España

#### Universidades
- Universidad Autónoma de Barcelona
- Universidad de Granada
- Universidad de Oviedo
- Universidad de Salamanca
- Universidad Complutense de Madrid
- Universidad de Santiago de Compostela
- Universidad de Valladolid
- Universidad Autónoma de Madrid
- Universidad de La Rioja
- Universidad Alfonso X el Sabio
- Universidad Internacional de Valencia

#### Conservatorios Superiores de Música
- Real Conservatorio Superior de Música de Madrid
- Escola Superior de Música de Catalunya
- Conservatorio Superior de Música de Navarra
- Conservatorio Superior de Música de Valencia
- Conservatorio Superior de Música Manuel Castillo de Sevilla
- Conservatorio Superior de Música de Castilla y León (Salamanca)
- Conservatorio Superior de Música de Murcia
- Conservatorio Superior de Música de las Islas Baleares
- Conservatorio Superior de Música Oscar Esplá de Alicante
- Conservatorio Superior de Música de Canarias
- Conservatorio Superior de Música de Vigo
- Conservatorio Superior de Música de León
- Conservatorio Superior de Música de Málaga.

### México
- Conservatorio Nacional de Música (México) - Licenciatura en Musicología.
- Universidad de Guanajuato - Licenciatura en Música (Perfil terminal: Musicología). Maestría y Doctorado en Artes (Línea de investigación: Historia y lenguajes de la música).
- Universidad de Guadalajara-Maestría en Etnomusicología.
- Universidad Nacional Autónoma de México - Licenciatura en Etnomusicología. Maestría y Doctorado en Música (Campos de conocimiento: Musicología y Etnomusicología).
- Universidad Veracruzana - Licenciatura en Música (Énfasis: Musicología). Maestría en Música (Terminal: Teoría de la música). Doctorado en Música (Líneas de investigación: Musicología y Teoría de la música).

### Perú
- Universidad Nacional de Música

### Venezuela
- Universidad Católica Cecilio Acosta
- Universidad Central de Venezuela
- Universidad Nacional Experimental De Las Artes
- Universidad Arturo Michelena